# William Edge
William Edge   (Stockport, 8 de novembre de 1904 - Bonnyrigg, 27 de setembre de 1997) va ser un matemàtic britànic.
William Edge va néixer a Stockport (avui un barri de Manchester), de pares que eren mestres d'escola. Després dels estudis secundaris a l'escola local, el 1923 va anar a la universitat de Cambridge per estudiar matemàtiques al Trinity College. Després de graduar-se, es va doctorar el 1928 sota la direcció de Henry Frederick Baker, amb una tesi que generalitzava els resultats de Luigi Cremona sobre superfícies reglades a l'espai projectiu real. El 1928 va ser escollit fellow del Trinity College i després de quatre anys va ser nomenat professor ajudant a la universitat d'Edimburg, on va romandre la resta de la seva carrera fins a la seva jubilació el 1975. Edge va ser un personatge una mica excèntric: no es va casar mai, no va tenir fills, mai va conduir un cotxe, era reticent a viatjar i menyspreava la ràdio i la televisió. A part de les matemàtiques, a Edge li encantava caminar, cantar i tocar el piano. Va constituir el quartet matemàtic que amenitzava les reunions setmanals de la Societat Matemàtica d'Edimburg, tocant els dos quartets de piano de Mozart, amb els professors Robin Schlapp (cello), Alec Aitken (violí) i Walter Ledermann (viola). Va passar els darrers anys de la seva vida a la residència de jubilats de Bonnyrigg, prop d'Edimburg, on va morir el 1997.
Edge va publicar un llibre i a la vora d'un centenar d'articles científics. Els seus principals camps de treball van ser l'estudi de les corbes, varietats n-dimensionals, teoria de grups i geometria finita.